# Annabelle Moore
Annabelle Moore (rođena Annabella Whitford) (Chicago, Illinois, 6. srpnja 1878. – Chicago, 1. prosinca 1961.) bila je američka plesačica i glumica koja se pojavila u mnogim ranim nijemim filmovima.
Bila je dosta popularna u mladosti. Prodaja njenih filmova je pojačana u prosincu 1896. godine kad je objavljeno da se pojavila gola na jednoj zabavi. Za nju se govori da je unijela erotiku na film.
1910. godine Annabelle se udala za Edwarda Jamesa Buchana, koji je umro 1958.
Premda je bila veoma popularna prije braka, Annabelle je umrla veoma siromašna u Chicagu.

## Filmografija
1894
- Annabelle Butterfly Dance
- Annabelle Sun Dance

1895
- Annabelle Serpentine Dance

1896
- Annabelle in Flag Dance
- Butterfly Dance
- Annabelle Serpentine Dance
- Tambourine Dance by Annabelle

1897
- Sun Dance – Annabelle
- Butterfly Dance
- Annabelle Serpentine Dance